# عرفی شیرازی

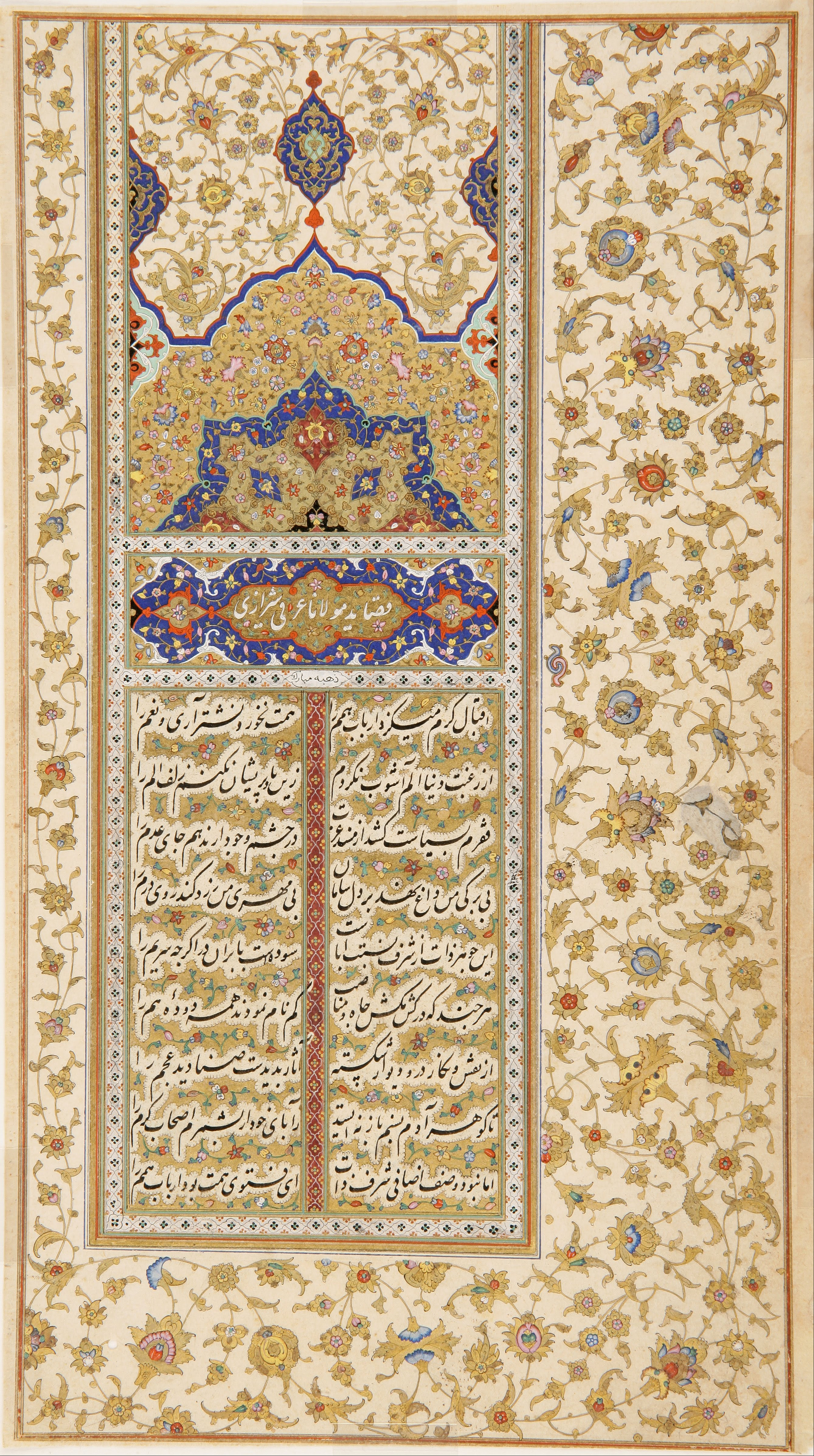
اولین صفحه دیوان عرفی شیرازی

مولانا محمد بن خواجه زین‌الدین علی بن جمال‌الدین شیرازی ملقب به جمال‌الدین و متخلص به عرفی از مشاهیر و شعرای قرن دهم هجری قمری در شیراز است.
البته میان تذکره‌نویسان و تاریخ‌نویسان دربارهٔ نام دقیق او اختلاف نظر زیادی وجود دارد.
به کمال فضل و دانش و لطیفه‌گویی و حاضرجوابی معروف است و طرزی مخالف مسلک قدما در شعر در پیش گرفته و غالباً در اثر کثرت تشبیهات و استعارات او، اصل مقصود در شعرش مبهم می‌ماند. چند بار به هندوستان رفته و در دربار اکبر شاه گورکانی تقرب یافته‌است.
به علت این که چند بار شیخ ابوالفیض بن مبارک فیضی دکنی و برادرش، ابوالفضل علامی را که هر دو از اکابر هند بودند، در مقام مناظره محکوم ساخته بود، آن دو کینه و عداوت او را سخت به دل گرفتند.

## شعر مشهور عرفی
عرفی قصیده رائیه‌ای پرداخته که مطلع آن این است:
| نیافتم که فروشند بخت در بازار |  | جهان بگشتم و دردا که هیچ شهر و دیار |

این قصیده شامل یکصد و هشتاد بیت است که برخی نیز به جوابگویی او برخاسته‌اند.
از رباعیات او یکی این است:
| نادان به عمارت بدن مشغول است    |  | دانا به کرشمه سخن مشغول است   |
| زاهد به فریب مرد و زن مشغول است |  | عاشق به هلاک خویشتن مشغول است |

## درگذشت
عرفی در سال ۹۹۹ در سن سی و شش سالگی درگذشت و جنازه او را از لاهور به نجف انتقال دادند.
عرفی در یکی از قصائد خود بنام ترجمة الشوق، این بیت زیر را آورده و آرزوی خود را در آن چنین اظهار نموده‌است:
| به کاوش مژه از گور تا نجف بروم |  | اگر به هند به خاکم کنی و گر به تتار |

ملا رونقی همدانی یک قطعه تاریخ که مشتمل بر پنج بیت است بمناسبت حمل استخوانهای عرفی به نجف سروده که از آن سال حمل استخوانها یعنی سال ۱۰۲۷ هجری برمیآید و آن قطعه اینست:
یگانه گوهر دریای معرفت عرفی
که آسمان پی پروردنش صدف آمد
چو عمر او به سر آمد ز گردش دوران
شکست سخت به دل‌های پر شعف آمد
به گوش چرخ رسانید حرف جانسوزی
که عمرم از تو چه در معرض تلف آمد
به کاوش مژه از گور تا نجف بروم
فگند تیر دعائی و بر هدف أمد
رقم زد از پی تاریخ رونقی کلکم
به کاوش مژه از هند تا نجف آمد
بیشتر تذکره‌نویسان بیت عرفی و قطعه ماده تاریخ فوق را در مؤلفات خود آورده‌اند ولی هر یک بنا بمیل و روش خود آن را دستکاری کرده‌اند.
مؤلفان خلاصة الافکار، میخانه، مآثر رحیمی، تذکره حسینی، کلمات الشعرا نتایج الافکار، خزانه عامره، شعر العجم، ریاض الشهرا و غیرهم نسبت با ین شعر عرفی اشاره کرده‌اند و آن را با اختلافاتی نوشته‌اند. همین‌طور در چند تذکره قطعه تاریخ ملارونقی همدانی ذکر شده ولی این باعث حیرت است که این قطعه در مآثر رحیمی موجود نیست و همین‌طور در عرفات العاشقین و خلاصة الاشعار و چندجای دیگر وجود ندارد. اما در کلمات الشعرا، نتائج الافکار، خزانه عامره، تذکرۂ نصرآبادی، شعر العجم، ریاض الشعر، سفینه و بهارستان سخن و غیرهم موجود است.